# Constantin Dăscălescu
Constantin Dăscălescu (Breaza, 2 de julio de 1923-Bucarest, 15 de mayo de 2003) fue un político comunista rumano, último primer ministro de la República Socialista de Rumanía.

## Biografía
Nació el 2 de julio de 1923 en Breaza, siendo hijo de Nicolae y Stanca Dăscălescu. De 1937 a 1941 se formó como tornero de metal en una escuela vocacional en su ciudad natal, luego de lo cual comenzó a trabajar en la empresa Astra Română en Câmpina.
En octubre de 1945 se unió al Partido Comunista Rumano (PCR) y permaneció en su trabajo hasta noviembre de 1947. De 1949 a 1962 estudió en varias escuelas para cuadros comunistas: en Ploiești, en la Academia Ștefan Gheorghiu en Bucarest y en la Escuela Internacional Lenin de Moscú. Al mismo tiempo, avanzó en la jerarquía del PCR y se desempeñó como Primer Secretario del Partido Comunista en Galați de 1965 a 1974.
Fue nombrado primer ministro de Rumanía en sustitución de Ilie Verdeț el 21 de mayo de 1982. Su mandato como jefe de gobierno se extendió hasta 1989, cuando la revolución rumana de diciembre hizo caer al régimen comunista de Ceaușescu y Dăscălescu fue detenido. Renunció a su cargo bajo la presión de los revolucionarios reunidos en la sede del Comité Central del PCR, justo después de que Ceaușescu escapara del edificio. En 1991, después de la revolución, Dăscălescu fue condenado a cadena perpetua. Después de cinco años fue puesto en libertad por motivos médicos.
Falleció en Bucarest el 15 de mayo de 2003.